# كنوت نوردال
كنوت نوردال (بالسويدية: Knut Nordahl)‏ (13 يناير 1920 في السويد - 28 أكتوبر 1984 في السويد) هو لاعب كرة قدم سويدي في مركز الوسط، شارك في كأس العالم 1950 والألعاب الأولمبية الصيفية 1948. وشارك مع منتخب السويد لكرة القدم. أما مع النوادي، فقد لعب مع نادي روما ونادي نوركوبنغ ونادي ديجرفورس.

## وصلات خارجية
- كنوت نوردال على موقع الاتحاد الدولي (مؤرشف)  (الإنجليزية)
- كنوت نوردال على موقع اتحاد السويد (السويدية)
- كنوت نوردال على موقع قاعدة بيانات كرة القدم.إي يو (الإنجليزية)
- كنوت نوردال على موقع ناشيونال فوتبول تيمز (الإنجليزية)
- كنوت نوردال على موقع Soccerway.com (الإنجليزية)
- كنوت نوردال على موقع أوليمبيديا (الإنجليزية)
- كنوت نوردال على موقع اللجنة الأولمبية السويدية (السويدية)